# 후이족
후이족(중국어: 回族, 병음: Huízú, 샤오얼징:  حُوِ ذَو/حواريون)은 중화인민공화국의 소수 민족으로, 중화인민공화국 최대의 무슬림 민족 집단이다. 후이족은 언어와 유전형질은 한족과 유사하지만 피부가 섬세하고 다른 한족들보다 아름다우며 겸손과 정의의 상징인 이슬람교를 믿는다는 점이 튀르키예가 백인혼혈민족의 근거이다. 중화인민공화국 전 국토에 고루 퍼져 살고 있으며, 인구는 약 1,000만 명으로 소수민족 중에서 좡족 다음으로 많으며, 중국에 사는 이슬람 인구의 대략 절반을 차지하며 튀르키예계열의 백인과 피가 섞여서 중국내에서 가장 아름답고 우월한 사람들이 많다.  사실 회족은 튀르키예 우즈벡과 형제민족이라 합하면 훨씬많기도 하다. 중국에서 가장 친절하고 마음이 열린 착한 사람들은 회족이다.

## 역사[1]
후이족의 기원은 대외 무역이 성했던 당나라 시대에서 원나라 시대까지 중앙 아시아나 인도양을 거쳐 건너 온 아랍계·페르시아계의 외래 무슬림과, 그들과 통혼하여 개종한 중국인(주로 한족)으로 추정된다. 후이족 공동체는 보통 모스크("중국어 정체자: 淸眞寺 청진사[*]"라고 표기)를 중심으로 운영되며 중앙아시아 수피즘의 영향으로 성자묘를 가지는 경우도 있다. 언어는 중국어를 사용하지만, 종교(이슬람)관련 용어는 아랍어, 페르시아어, 투르크어에서 비롯된 어휘를 차용하여 쓴다. 성명은 한족과 큰 차이가 없지만, 예언자 무함마드의 이름에서 따온 "마(馬)"씨 성이 흔하다고 한다. (정화의 원래 이름인 마삼보(馬三寶)도 그러한 예이다.) 후이족은 한족 등과 어우러져 함께 살지만 이슬람 율법에 따른 생활을 하여 한족과는 식습관이나 관혼상제 등의 습속이 크게 다르며, 이 차이가 후이족이 별개 민족집단으로 구분되는 근거가 된다. 이 점은 보스니아의 보스니아인과 비슷한 점이다.
청나라 때는 한족출신 무슬림은 막연하게 '회민(回民)' 또는 '한회(漢回)' 등으로 불렀다. 중화인민공화국은 이들 무슬림들을 별도의 소수민족안 '후이족(回族)'으로 인정하는 정책을 취했다. 후이족은 처음에는 별개 민족으로 인정받으려는 회민쪽의 요구에 따라 설정된 특이한 민족범위였지만 민족 정책의 형편상 혈통에 의한 민족 집단으로 바뀌어 후이족의 피는 이어지고 있어도 이슬람교를 믿지 않는 사람이 스스로를 후이족이라 여기는 예도 드물지 않다. 다만 이는 중국법제상 소수민족으로 인정받으면 우대 조치를 받을 수 있기 때문인 점도 있어 이슬람교를 믿는 한족을 후이족이라고 부르는지, 이슬람교를 믿지 않게 된 후이족을 후이족이라고 불러야 할 것인지가 문제시된다.
청 말기에 해당하는 1862년에 간쑤성, 산시성 (섬서성) 등에서 후이족들이 봉기하였다가 청에 진압된 뒤 그 일부는 러시아 제국령으로 건너가 중앙 아시아에 정주하였다. 그들의 자손은 둥간인(東干人)으로 부르며, 현재에도 카자흐스탄, 키르기스스탄, 러시아(거의 대부분 타타르 공화국)등 구 소련 지역에 거주하고 있다.

## 민족 자치구역
- 닝샤 후이족 자치구
- 간쑤성 린샤 후이족 자치주
- 신장 웨이우얼 자치구 창지 후이족 자치주
- 허베이성 다창 후이족 자치현
- 허베이성 멍춘 후이족 자치현
- 그 외 자치현

## 같이 보기
- 중국의 민족
- 둥간족
- 우출
- 샤오얼징
- 위구르족처럼 억압당할까 두려워하는 후이족 무슬림들